# Ercole amante
Ercole amante ist eine Oper (Originalbezeichnung: „Tragedia“) in einem Prolog und fünf Akten von Francesco Cavalli (Musik) mit einem Libretto von Francesco Buti nach dem neunten Buch von Ovids Metamorphosen. Sie wurde am 7. Februar 1662 im Théâtre des Tuileries in Paris mit Balletten von Jean-Baptiste Lully (Text: Isaac de Benserade) uraufgeführt.

## Handlung

### Kurzfassung
Prolog. Die Göttin Cinthia (Diana) vergleicht die bevorstehende Hochzeit Ludwig XIV. und Maria Teresas von Spanien mit der Heirat Ercoles (Herakles) und Bellezzas (der Schönheit, Hebe).
Erster Akt. Ercole hat sich in die Iole verliebt, wurde aber von dieser abgewiesen. Die Göttin Venere (Venus) verspricht Abhilfe. Ihre Widersacherin Giunone (Juno) will das vereiteln, um die Moral zu schützen, denn Ercole ist bereits mit Dejanira (Deïaneira) verheiratet.
Zweiter Akt. Iole liebt Ercoles Sohn Hyllo (Hyllos), obwohl sie dessen Vater verabscheut. Ercole ermordete einst ihren Vater Eutyro (Eurytos), nachdem dieser ihm ihre Hand verweigerte. Ein Page unterbricht das Stelldichein, um sie zu einem Spaziergang mit Ercole einzuladen. Sie wagt es nicht, ihn zurückzuweisen. Durch den Pagen erfahren Dejanira und ihr Diener Licco (Lichas) von Ercoles Absichten. Unterdessen begibt sich Giunone zur Höhle Sonnos (des Schlafs) und überredet dessen Frau Pasithea, ihn ihr für eine Weile auszuborgen.
Dritter Akt. Venere gibt Ercole einen Zaubersessel, der bewirkt, dass sich Iole in ihn verliebt, sobald sie sich darauf setzt. Nachdem Ercole sie dazu überredet hat, ist sie bereit, ihn zu heiraten. Giunone versetzt Ercole mit Sonnos Hilfe in Schlaf und löst Ioles Verzauberung wieder. Außerdem gibt sie ihr einen Dolch, mit dem sie Ercole töten soll. Hyllo entreißt ihr jedoch den Dolch, um seinen Vater zu schützen. Da Ercole in diesem Moment von Mercurio (Merkur) geweckt wird, hält er Hyllo für den Täter. Sein Zorn wendet sich auch gegen Dejanira. Erst Ioles erneutes Eheversprechen bewegt ihn dazu, die beiden zu schonen. Er verstößt Dejanira und lässt Hyllo in einem Turm an der Küste einkerkern.
Vierter Akt. Der Page besucht Hyllo in seinem Gefängnis, um ihm einen Brief Ioles zu bringen, in dem sie ihm ihr Verhalten erklärt. Auf der Rückfahrt kommt der Page in einem Sturm um. Hyllo stürzt sich verzweifelt ins Meer. Giunone überredet Nettuno (Neptun), ihn zu retten und reist mit ihm zurück in seine Heimat. Iole beschwört den Geist ihres Vaters Eutyro, um ihn um Vergebung dafür zu bitten, dass sie seinen Mörder Ercole heiraten wird. Eutyro hat dafür kein Verständnis, sondern schwört Rache an Ercole. Dejanira teilt Iole mit, dass Hyllo ertrunken ist. Licco schlägt vor, Ercole das verzauberte Gewand des Kentauren Nesso (Nessos) zu geben. Wenn er dieses trage, werde er sich wieder in Dejanira verlieben.
Fünfter Akt. In der Unterwelt schwört Eutyro die Schatten der Könige Clerica, Laomedonte (Laomedon) und Bussiride (Busiris) auf die Rache an Ercole ein. Das Gewand des Nesso hat eine andere Wirkung als erwartet. Als Ercole es vor der Hochzeitszeremonie anlegt, erleidet er derartige Schmerzen, dass er ins Feuer springt und darin umkommt. Der totgeglaubte Hyllo erscheint auch wieder und kann nun mit Iole zusammen sein. Giunone verkündet, dass Ercole lebe und im Himmel Bellezza heiraten werde.

### Prolog
Felsige Gebirgslandschaft mit den vierzehn Flüssen der von Frankreich beherrschten Gebiete
Die Flüsse, unter ihnen Tevere (der Tiber), empfangen anlässlich der Hochzeit von Maria und Ludwig die Göttin Cinthia. Diese erzählt von der Ausbreitung der Macht Frankreichs und verkündet, das nach dem jüngst beendeten Krieg eine Zeit der Freude bevorstehe. So wie einst Ercole nach langen Kämpfen Bellezza heiratete, werde jetzt der französische König nach vielen Heldentaten Hochzeit feiern.
Die Symbole der königlichen Geschlechter Frankreichs tanzen ein Ballett.

### Erster Akt
Weite Landschaft mit Wäldchen, im Hintergrund die Stadt Oichalia
Szene 1. Ercole hat sich in die junge Iole verliebt, wurde aber von dieser abgewiesen. Er kann die Launen Amors nicht verstehen (Ercole: „Ah Cupido io non so già“).
Szene 2. Die Göttin Venere steigt in Begleitung der Grazien vom Himmel herab und verspricht Ercole ihre Unterstützung (Venere/Chor: „Se ninfa a i pianti“). Er soll Iole am Abend zu einem Spaziergang im Garten einladen, wo sie mit ihrem Pfeil ihre Liebe erwecken will (Venere: „Strale invisible“). Ercole wird keinen Grund zur Traurigkeit mehr haben (Venere/Ercole/Chor: „Fuggano a vol dal bell’impero“). Venere und die Grazien verschwinden wieder im Himmel.
Szene 3. Giunone, die Beschützerin der Ehe, ärgert sich über die Einmischung ihrer Rivalin Venere. Sie beschließt, deren Pläne zu vereiteln. Schließlich ist Ercole noch immer mit Dejanira verheiratet und hat zudem Ioles Vater getötet. Außerdem liebt Iole Ercoles Sohn Hyllo. Für Giunone ist erzwungene Liebe wertlos (Giunone: „Ma in amor ciò ch’altri fura“). Sie fordert die Winde auf, sie zu den Höhlen Sonnos (des Schlafs) zu tragen, von dem sie Unterstützung erhofft.
Bei ihrem Abgang schleudert Giunone Stürme und Blitze, die das zweite Ballett tanzen.

### Zweiter Akt
Großer Hof des Königspalasts
Szene 1. Hyllo und Iole schwören sich ewige Liebe und wollen sich auch nicht von Ercole, dem Mörder von Ioles Vater Eutyro, davon abbringen lassen.
Szene 2. Der Page unterbricht das Stelldichein, um Iole im Auftrag Ercoles zum Spaziergang einzuladen. Iole wagt es nicht, abzulehnen, verspricht Hyllo aber die Treue. Die beiden verabschieden sich besorgt voneinander (Hyllo/Iole: „Chi può vivere un sol istante“).
Szene 3. Der Page rätselt über die Macht Amors, den er selbst noch nicht kennengelernt hat und der mehr Kummer als Freude zu bringen scheint (Page: „E che cosa è quest’amore?“)
Szene 4. Auf dem Rückweg zu Ercole wird der Page von Dejanira und ihrem Diener Licco abgefangen, die ihre Vermutung bestätigt sehen, dass Ercole seine Frau betrügen will („E che tu sai? ch’Iole ad Ercole“). Der Page versichert ihnen, dass Iole nicht Ercole, sondern dessen Sohn Hyllo liebe.
Szene 5. Dejanira ist entsetzt über Ercoles Verhalten, das sowohl ihr eigenes Glück als auch das ihres Sohnes gefährdet (Dejanira: „Ahi ch’amarezza meschina me“). Licco rät ihr, das weitere Geschehen unauffällig zu beobachten.
Die Höhle des Sonno
Szene 6. Unterstützt von einem Chor aus sanften Winden und Bächen singt Pasithea ihrem Mann Sonno ein Schlaflied (Pasithea: „Mormorate o fiumicelli“).
Szene 7. Giunone überredet Pasithea, ihr Sonno für eine Weile zu überlassen. Pasithea bittet sie, ihn bald wieder zurückzubringen, da die Menschen den Schlaf brauchen (Giunone/Chor/Pasithea: „Dell’amorose pene“).
Die vor der Höhle ruhenden Träume tanzen das dritte Ballett.

### Dritter Akt
Ein Garten in Oichalia

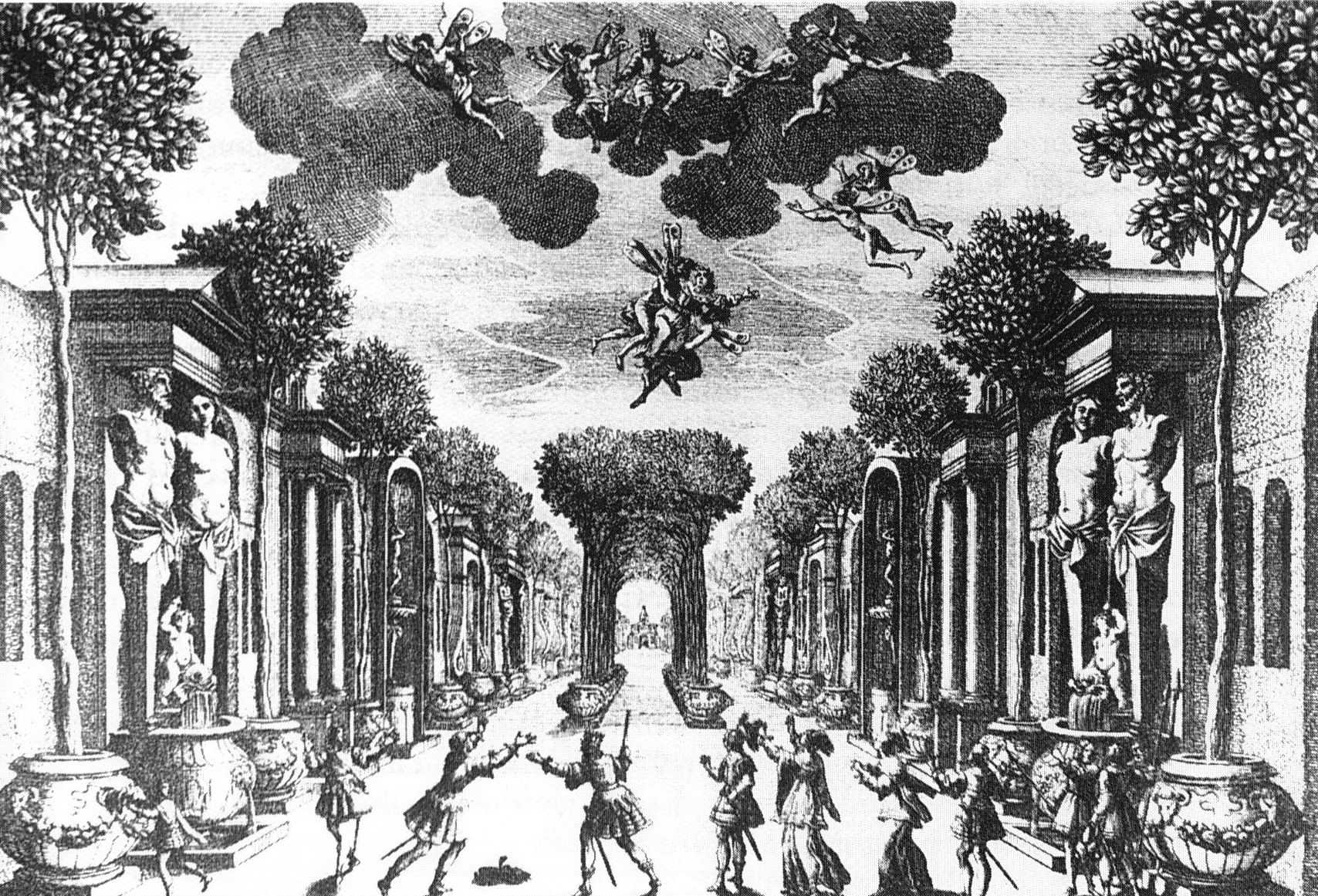
Bühnenbild von Carlo Vigarani, dritter Akt, Szene 1

Szene 1. Mit ihrem Zauberstab beschwört Venere einen verzauberten Sessel aus dem Boden. Damit kann Ercole in Iole Liebesgefühle wecken, sobald sie darauf einschläft. Als Ercole zu bedenken gibt, dass diese Liebe nicht vom Himmel, sondern aus der Unterwelt komme, beruhigt ihn Venere. Er solle nicht darüber nachdenken, sondern sie einfach genießen (Venere: „O di questa canzon“).
Szene 2. Ercole zittert selbst vor der Begegnung mit Iole (Ercole: „O quale instillano“). Der Page teilt ihm mit, dass sie kommen wird. Ercole erfährt erst jetzt von ihrem Verhältnis mit seinem Sohn.
Szene 3. Als Iole zusammen mit Hyllo und einigen Freundinnen erscheint und ihm vorwirft, ihren Vater ermordet zu haben, weil er ihr ihre Hand verweigert hatte, erklärt Ercole, dass er unter solchen Umständen sogar den Donnergott getötet hätte. Mit den Worten, er befolge lediglich die Befehle Amors (Ercole: „Tutte son opre gloriose, e belle“) überredet er sie, sich zu setzen. Der Zauber wirkt sofort, und Iole verliebt sich in ihn. Hyllo ist erschüttert. Er will nur noch sterben und verkündet, dass er sich von der nächsten Klippe stürzen werde.
Szene 4. Iole erklärt sich einverstanden, Ercole zu heiraten, will aber zuvor im Gebet die Erlaubnis ihres toten Vaters Eutyro einholen.
Szene 5. Giunone versetzt Ercole mit Sonnos Hilfe in tiefen Schlaf, löst Ioles Verzauberung und gibt ihr einen von Vulcano (Vulcanus) geschmiedeten Dolch, mit dem sie Ercole töten kann.
Szene 6. Iole betet zur Seele ihres Vaters um Kraft, doch Hyllo entreißt ihr den Dolch, um seinen Vater zu schützen.
Szene 7. Der Götterbote Mercurio weckt Ercole. Der erblickt seinen Sohn mit der Waffe in der Hand und glaubt, Hyllo habe ihn töten wollen. Iole versucht, das Missverständnis aufzuklären.
Szene 8. Dejanira kommt mit Licco hinzu, um zu verhindern, dass sich Ercole in seinem Zorn gegen Hyllo wendet. Da sich Ercole nicht beruhigt, verspricht Iole erneut, ihn zu heiraten, sofern er Hyllo am Leben lässt. Ercole akzeptiert. Er lässt Hyllo jedoch in einen Turm sperren und verstößt Dejanira.
Szene 9. Dejanira und Hyllo nehmen mitleidsvoll voneinander Abschied.
Szene 10. Auch Licco und der Page verabschieden sich voneinander, da Licco mit seiner Herrin in die Verbannung gehen wird. Er verabscheut Amor zutiefst (Licco: „Amor, chi ha senno in sé“).
Als der verzauberte Sessel wieder in die Erde sinkt, befreien sich die darin eingeschlossenen Geister und tanzen zwischen den Statuen des Gartens das vierte Ballett.

### Vierter Akt
Meer mit mehreren Türmen am Ufer; einer davon ist Hyllos Gefängnis
Szene 1. Hyllo beklagt sein Schicksal, das er einzig der Eifersucht verdankt (Hyllo: „Ahi che pena è gelosia“).
Szene 2. Der Page reist zur Küste (Page: „Zefiri che gite“), um Hyllo einen Brief Ioles zu bringen. Darin erklärt diese, dass sie, um sein Leben zu retten, in die Hochzeit mit Ercole eingewilligt habe. Der Tod wäre ihm lieber gewesen. Als sich der Page auf die Rückreise macht, bricht ein Sturm aus.
Szene 3. Hyllo beobachtet entsetzt, wie der Page von den Fluten verschlungen wird und umkommt. Er sieht keinen Sinn mehr im Leben und stürzt sich ins Meer.
Szene 4. Giunone erscheint in einem großen fliegenden Thron und fleht Nettuno an, Hyllo zu retten – das sei eine gute Gelegenheit, Ercole zu ärgern. Nettuno steigt in einer großen von Seepferden gezogenen Muschel aus dem Meer und rettet den jungen Mann. Nachdem er von diesem den Grund für seinen Selbstmordversuch erfahren hat, tröstet er ihn mit einem Lied (Nettuno: „Amanti che tra pene“). Hyllo besteigt Giunones Maschine, um in die Heimat zurückzukehren.
Szene 5. Während der Reise umspielen Zephyre Giunones Gefährt. Giunone versucht, Hyllo wieder Lebensmut zu geben (Giunone: „Congedo a gl’orridi“).
Nachdem die Maschine in den Himmel aufgestiegen ist, tanzen die Zephyre das fünfte Ballett.
Garten mit Zypressen und Königsgräbern
Szene 6. Dejanira teilt Licco mit, dass sie sterben wolle und ihn als Erben einsetze. Sie wünsche nur, in einem besonders düsteren Grab beerdigt zu werden. Licco will davon nichts hören. Als sich eine Trauerprozession nähert, rät er Dejanira, sich zu verstecken und zur Aufheiterung die Beileidsbekundungen zu belauschen.
Szene 7. Iole hat eine Gruppe von Opferpriestern engagiert, um den Geist ihres Vaters zu beschwören (Chor: „Gradisci o re, il caldo pianto“). Sie will diesen um Vergebung dafür bitten, dass sie seinen Mörder heiraten wird. Unter Gerumpel erhebt sich der Schatten Eutyros aus seinem Grab. Er ist zunächst ungehalten über die abscheulichen Opfergaben und lehnt diese Ehe entschieden ab. Als Iole darauf hinweist, dass sie Ercole nur heiraten wolle, um dessen unschuldigen Sohn zu schützen, erklärt Eutyro, dass er selbst für dessen Rettung sorgen wolle. Da tritt Dejanira aus ihrem Versteck und teilt den beiden mit, dass Hyllo bereits tot sei. Sie habe gesehen, wie er vom Turm gesprungen und ertrunken sei. Daraufhin verspricht Eutyro den beiden Frauen, bei ihrer Rache zu helfen. Er verschwindet wieder. Iole ist bei der Nachricht vom Tod ihres Geliebten vollends verzweifelt und will ebenfalls sterben. Licco erinnert die beiden an das Gewand des Kentauren Nesso. Wenn Ercole dieses trage, werde er sich wieder in seine Frau verlieben, und alle Probleme seien gelöst (Dejanira/Iole/Licco: „Una stilla di spene“).
Ioles Hofdamen, die weinend in der Nähe des Grabes gewartet hatten, tanzen mit den Schatten das sechste Ballett.

### Fünfter Akt
Die Unterwelt
Szene 1. Eutyro ruft die Schatten der Könige Clerica, Laomedonte und Bussiride, die jeweils alte Rechnungen mit Ercole offen haben, zur Rache auf (Chor: „Su, su dunque all’armi, su, su“).
Säulenhalle des Tempels der Giunone Pronuba
Szene 2. Vor der Hochzeitszeremonie gibt Licco Iole das Gewand Nessos. Nachdem die Priester dem Paar Glück gewünscht haben (Chor: „Pronuba, e casta dea“), bittet Ercole Iole um das Gewand und zieht es an, um den Göttern ein Opfer zu bringen. Es verursacht ihm jedoch derartige Schmerzen, dass er zur Erleichterung ins Feuer springt und stirbt. Licco, Iole und Dejanira zeigen sich überrascht, aber nicht unzufrieden über diese Wirkung.
Szene 3. Da erscheint der totgeglaubte Hyllo und erzählt von seiner wundersamen Rettung durch Giunone. Seiner Verbindung mit Iole steht nun nichts mehr im Wege. Trotz allem trauern die vier um Ercole.
Szene 4. Umgeben von der Harmonie des Himmels erscheint Giunone im höchsten Teil desselben und verkündet, dass Ercole dort lebe und Bellezza heiraten werde (Giunone: „Su, su allegrezza“). Es gebe nun keinen Grund zur Traurigkeit mehr.
Szene 5. Ein Chor von Planeten preist das himmlische Brautpaar. Bellezza und Ercole verheißen, dass einst am Ufer der Seine ein gallischer Ercole eine iberische Schönheit heiraten werde (Chor/Bellezza/Ercole: „Quel grand’eroe, che già laggiù tanto penò sposo della beltà“).
Die Einflüsse der sieben Planeten steigen tanzend auf die Bühne herab, gefolgt von einem Chor aus Sternen.

## Gestaltung

### Orchester
Die Instrumentalbesetzung der Oper besteht aus mindestens zwei Trompeten, einem bis zu sechsstimmigen Streicherensemble und Basso continuo. Cavalli setzte damit im Vergleich zu seinen früheren Werken, die meist lediglich eine dreistimmige Begleitung vorsahen, auf einen volleren Orchesterklang. Diese üppigere Besetzung behielt er in seinen folgenden drei Opern Scipione affricano, Mutio Scevola und Pompeo magno bei.

### Musik
Der vom Venezianer Francesco Cavalli vertonte Text verknüpft allegorische und mythologische Elemente mit einer romanhaften Handlung und komischen Episoden. Darin entspricht er mehr den römischen Operngepflogenheiten als den venezianischen. Typisch französisch sind die detailreichen Instrumentalstücke und die vielen in sich abgeschlossenen Soli. Auch die Großform mit Prolog und fünf Akten entspricht dem französischen Muster. Der Schluss des letzten Bilds ist als Epilog zu verstehen. Die beiden Rahmenteile sind dramaturgisch überflüssig, zeichnen sich aber durch besondere Pracht aus. Sie verbinden die Opernhandlung mit einer Huldigung an Ludwig XIV.
Aufgrund der Mischung von italienischen und französischen Merkmalen ist der Ercole amante stilistisch höchst vielgestaltig. Die Arie des Pagen „Zefiri che gite“ (IV:2) beispielsweise steht im Stil eines französischen Chanson. Die Oper enthält mehrere umfangreiche Chöre. Solche kamen in Cavallis früheren Opern so gut wie nie vor und haben hier eine besondere Bedeutung in seiner Huldigung an den französischen König. Besonders erwähnenswert sind der Chor der Flüsse im Prolog, die Priesterszene im vierten Akt und das vierstimmige Lamento nach dem Tod des Titelhelden. Die Chöre sind teilweise wie Madrigale ausgeführt (sowohl in homophoner als auch in polyphoner Schreibweise). Manche erinnern dagegen eher an französische Tanzlieder. Auch die Rezitative sind, wie für Cavalli zu dieser Zeit typisch, höchst abwechslungsreich. Sie besitzen fließende Übergange zum Arioso und den Arien.
Die Verteilung der Stimmlagen ist für eine italienische Oper geradezu auf den Kopf gestellt. Der Held Ercole ist ein Bass, und bei der Uraufführung übernahmen die Kastraten die komischen Partien von Licco und dem Pagen sowie Giunone als Travestie-Rolle.

## Werkgeschichte
Francesco Cavallis „Tragedia in musica“ Ercole amante auf einen Text von Francesco Buti entstand im Auftrag des Kardinals Jules Mazarin nach Motiven aus dem neunten Buch von Ovids Metamorphosen anlässlich der Feierlichkeiten zur Hochzeit des französischen Königs Ludwig XIV. mit der spanischen Infantin Maria Theresia am 9. Juni 1660. Zugleich war geplant, mit dieser Oper das von Gaspare Vigarani entworfene Théâtre des Tuileries (die Salle des machines) einzuweihen. Bei dessen Bau gab es jedoch Verzögerungen, sodass stattdessen am 22. November im Louvre Cavallis Oper Serse von 1654 in einer an den französischen Stil angelehnten Bearbeitung gespielt wurde.
Zur Uraufführung kam das Werk erst fast zwei Jahre später, am 7. Februar 1662, im jetzt fertiggestellten Théâtre des Tuileries. Es sangen Giuseppe Meloni (Cinthia), Vincenzo Piccini (Ercole), Hylaire Dupuis (Venere), Antonio Rivani (Giunone), Giuseppe Agostino Poncelli (Hyllo), Anna Bergerotti (Iole), Leonora Falbetti Ballerini (Dejanira), Giuseppe Chiarini (Licco), Bordoni (Pasithea), Tagliavacca (Mercurio), Paolo Bordigoni (Nettuno und Eutyro), Zanetto (Bussiride), Vulpio (Laomedonte), Anne de La Barre (Clerica und La Bellezza) und Beauchamps (Tevere). In den Balletten traten auch der König, die Königin und Mitglieder des Hofes auf. Der Publikumserfolg war nur mäßig, da die Akustik schlecht war und viele Zuschauer den italienischen Stil ablehnten. Außerdem war der Auftraggeber Mazarin im Vorjahr verstorben, und es gab eine Intrige des Hofkomponisten Jean-Baptiste Lully, der die Oper an den französischen Stil anpasste. Die von Lully komponierten Ballette (Text: Isaac de Benserade) und die ebenfalls von Lully organisierte prächtige Ausstattung fanden entsprechend größeren Anklang beim Publikum als die Musik Cavallis. Bis Anfang Mai gab es noch zehn weitere Vorstellungen. Zeitgenössische Wiedernahmen sind nicht belegbar. Nach diesem Misserfolg kehrte Cavalli enttäuscht nach Venedig zurück, und auch die italienischen Sänger reisten ab. Lully dominierte von nun an das musikalische Geschehen am französischen Hof. Die Kulissen wurden 1671 für seine Ballett-Tragödie Psyché (Text: Molière mit Pierre Corneille und Philippe Quinault) wiederverwendet.
Das Autograph ist nicht erhalten. Abschriften befinden sich in der Biblioteca Nazionale Marciana in Venedig. Das Libretto in italienischer und französischer Sprache wurde 1662 bei Ballard in Paris herausgegeben.
Eine Wiederbelebung gab es erst drei Jahrhunderte später, als das Werk 1961 in einer Ausgabe von Riccardo Nielsen in Venedig gezeigt wurde. 1979 wurde es in einer Bearbeitung von Luciano Sgrizzi mit einer Inszenierung von Jean-Louis Martinoty in Lyon gespielt. Der Dirigent war Michel Corboz. 1980 gab es eine konzertante Aufführung beim English Bach Festival in London. 1981 wurde es in Paris gespielt und 1997 in Ravenna.
Eine Produktion des Festival d’Ambronay, die auch Lullys Ballette enthielt, wurde 2006 auch im Theater von Bourg-en-Bresse, in der Opéra de Vichy, in der Opéra de Toulon, im Grand Théâtre de Reims, in der Salle Gaveau in Paris und in der Opéra de Besançon gezeigt.
Die Nederlandse Opera zeigte 2009 eine Inszenierung von David Alden, die anschließend auf DVD veröffentlicht wurde.
Die Pariser Opéra-Comique präsentierte das Werk 2019 mit dem Ensemble Pygmalion unter Raphaël Pichon. Regie führten Valérie Lesort und Christian Hecq. Bühnenbildner war Laurent Peduzzi. Die Produktion wurde auch in der Opéra Royal du Château de Versailles gezeigt und als Video-Mitschnitt auf Arte Concert im Internet bereitgestellt.

## Neuvertonung von Antonia Bembo
1707 vertonte die in Paris lebende venezianische Komponistin Antonia Bembo, eine Schülerin Cavallis, das Libretto erneut. Der konkrete Anlass ist nicht bekannt. Auch für eine zeitgenössische Aufführung gibt es keine Hinweise. Möglicherweise wurde Bembo durch eine Debatte über die Vorzüge der italienischen bzw. der französischen Musik inspiriert, die Anfang des 18. Jahrhunderts in den Pariser Salons begann. Ihre Vertonung zeichnet sich durch eine Mischung aus französischen und italienischen Bestandteilen aus. Während die Arien im italienischen Stil gehalten sind, entsprechen die vielen Tänze und Chorstücke dem französischen Geschmack. Da sich der Musikstil seit der Entstehung des Librettos weiterentwickelt hatte, wirkt Bembos Vertonung insgesamt rückwärts gewandt.
Die Uraufführung fand erst am 26. Mai 2023 im Kultur- und Kongresszentrum Liederhalle in Stuttgart durch das Ensemble Il Gusto Barocco unter Jörg Halubek statt. Eine weitere Aufführung gab es am 11. November 2023 bei den Tagen Alter Musik in Herne. Sie wurde von WDR 3 im Radio übertragen.

## Aufnahmen
- Januar 1980 – Michel Corboz (Dirigent), English Bach Festival Baroque Orchestra, English Baroque Festival Chorus.
 Marilyn Hill-Smith (Cinthia), John Tomlinson (Tevere und Nettuno), Ulrik Cold (Ercole), Colette Alliot-Lugaz (Venere und Bellezza), Yvonne Minton (Giunone), Keith Lewis (Hyllo), Felicity Palmer (Iole), Agnès de Crouzat (Page), Patricia Miller (Dejanira), Riccardo Cassinelli (Licco), Rosemary Hardy (Pasithea), Michel Corboz (Mercurio), Malcolm King (Eutyro und Bussiride), Michael Goldthorpe (Laomedonte), Eiddwen Harrhy (Elena = Clerica).
 Studioaufnahme.
 Erato CD: 0603 12980-2, Erato LP: ZL 30718 (3 LPs).[19]:2647
- 9. Oktober 2006 – Gabriel Garrido (Dirigent), Orchester und Chor der Académie Baroque d’Ambronay.
 Ingeborg Dalheim (Cinthia, Belezza und Vénus française), Ismaël Gonzales (Ercole), Lauren Armishaw (Venere), Mariana Flores oder Maria Hinojosa (Giunone), David Hernandez Anfrus (Hyllo), Magali Arnaud oder Iulia Elena Surdu (Iole), Ricardo Ceitril (Page), Jana Levicova oder Delphine Terrier (Dejanira), Adrian George Popescu (Licco), Juliette Perret (Pasithea), Vincent Vantghem (Eutyro), Raphael Pichon (Bussiride), Lior Leibovici (Laomedonte und Ruscello), Emmanuelle de Negri (Clerica).
 Live aus Paris.[19]:2649
- 15. und 20. Januar 2009 – Ivor Bolton (Dirigent), David Alden (Inszenierung), Paul Steinberg (Ausstattung), Constance Hoffman (Kostüme), Adam Silverman (Licht), Concerto Köln, Chor der Nederlandse Opera.
 Johannette Zomer (Cinthia, Pasithea und Clerica), Umberto Chiummo (Tevere, Nettuno und Eutyro), Luca Pisaroni (Ercole), Wilke te Brummelstroete (Venere und Bellezza), Anna Bonitatibus (Giunone), Jeremy Ovenden (Hyllo), Veronica Cangemi (Iole), Tim Mead (Page und Bussiride), Anna Maria Panzarella (Dejanira), Marlin Miller (Licco), Mark Tucker (Mercurio und Laomedonte).
 Video; live aus De Nederlandse Opera Amsterdam.
 Opus Arte.[13]
- 6. November 2019 – Raphaël Pichon (Dirigent), Valérie Lesort und Christian Hecq (Regie), Laurent Peduzzi (Szene), Vanessa Sannino (Kostüme), Christian Pinaud (Licht), Ensemble Pygmalion.
 Giulia Semenzato (Cinthia, Venere und Bellezza), Nahuel di Pierro (Ercole), Anna Bonitatibus (Giunone), Krystian Adam (Hyllo), Francesca Aspromonte (Iole), Ray Chenez (Page), Giuseppina Bridelli (Dejanira), Dominique Visse (Licco), Eugénie Lefebvre (Pasithea und Clerica), Luca Tittoto (Nettuno und Eutyro), Nicolas Brooymans (Bussiride, Ruscello und Opferpriester).
 Video; live aus der Opera-Comique Paris.
 Videostream auf Arte Concert.[15]